# 커제
커제(중국어 간체자: 柯洁, 정체자: 柯潔, 병음: Kē jié, 한자음: 가결, 1997년 8월 2일~, 저장성 리수이 시)는 중화인민공화국의 바둑 기사이다.

## 학력
- 칭화 대학 경영학과 (졸업)

## 약력
- 2008년 입단
- 2013년 제18회 삼성화재배 16강, 갑조리그 15승 6패(저장팀 소속)
- 2014년 천원전 준우승(대 천야오예 1-2), 갑조리그 18연승, 아함동산배 우승(대 탕웨이싱)
- 2015년 제2회 백령배 우승 (대 추쥔 3:2), 삼성화재배 우승(대 스웨 2:0), LG배 8강
- 2016년 제2회 몽백합배 우승 (대 이세돌 3:2)
- 2017년 제1회 신오배 우승 (대 펑리야오 3:2), 제8기 용성전 우승(대 리친청 2:0)
- 2018년 제6회 CCTV 하세배 한중일 바둑쟁패전 준우승(대 박정환), 제23회 삼성화재배 우승(대 안국현 2:1), 제9기 용성전 우승(대 롄샤오 2:1), 제 4회 중일용성전 준우승(대 시바노 도라마루 0:1)
- 2019년 제7회 CCTV 하세배 한중일 바둑쟁패전 준우승(대 박정환), 제 4회 바이링배 우승(대 신진서 2:0), 제 3회 월드바둑챔피언십 준우승(대 박정환), 제18기 서남왕배 우승(대 당이페이), 제4기 낙양용문배 기성전 우승(대 롄샤오 2:1), 제16기 창기배 우승(대 저우루이양 2:0)
- 2020년 제8회 CCTV 하세배 한중일 바둑쟁패전 준우승(대 박정환), 제2기 왕중왕바둑쟁패전 우승(대 탕웨이싱 1:0), 제 25회 삼성화재배 우승(대 신진서 2:0)
- 2021년 제25회 LG배 조선일보 기왕전 준우승(대 신민준 1:2), 제5기 기성전 우승(대 스웨 2-0), 중국 TV 바둑 속기전 우승(대 당이페이), 제1기 국수전 준우승(대 딩하오)
- 2022년 제21기 서남왕배 우승(대 탕웨이싱)

## 생애
커제는 1997년 중화인민공화국 저장성, 리수이 시에서 태어났다. 5세 때인 2003년부터 바둑을 배우기 시작했으며, 2008년에 프로 기사가 되었다, 2015년에 九단이 되었다. 2015년 1월에 제2회 백령배 결승전에서 추쥔 九단을 이기고 첫 번째 세계 타이틀을 획득하였다. 2015년 12월에는 제20회 삼성화재배에서 스웨 九단을 이기고 우승하였다. 2016년 1월에는 제2회 몽백합배에서 대한민국의 프로 기사 이세돌 九단을 이기고 우승하였다.

## 국제 기전 성적
| 대회         | 2013 | 2014 | 2015 | 2016   | 2017 | 2018  | 2019 | 2020   | 2021 | 2022 | 2023 | 2024   | 2025 |   |
| ------------ | ---- | ---- | ---- | ------ | ---- | ----- | ---- | ------ | ---- | ---- | ---- | ------ | ---- | - |
| 응씨배       | -    | -    | -    | 8강    | -    | -     | -    | 8강    | -    | -    | -    | 4강    | -    |   |
| 삼성화재배   | 16강 | ×    | 우승 | 우승   | 16강 | 우승  | 16강 | 우승   | 32강 | 32강 | ×    | 16강   |      |   |
| LG배         | ×    | ×    | 8강  | 16강   | 4강  | 32강  | 4강  | 준우승 | 4강  | 8강  | 4강  | 준우승 |      |   |
| 춘란배       | -    | ×    | -    | 3위    | -    | 3위   | -    | 4강    | -    | 8강  | -    | 16강   | -    |   |
| 바이링배     | -    | 우승 | -    | 준우승 | -    | 우승  | -    | 중지   | -    | -    | -    | -      | -    |   |
| 몽백합배     | 32강 | -    | 우승 | -      | 16강 | -     | 8강  | -      | -    | -    | 16강 | -      |      |   |
| 신아오배     | -    | -    | -    | 우승   | 중지 | -     | -    | -      | -    | -    | -    | -      | -    | - |
| 천부배       | -    | -    | -    | -      | -    | 1회전 | -    | 중지   | -    | -    | -    | -      | -    |   |
| 란커배       | -    | -    | -    | -      | -    | -     | -    | -      | -    | -    | 32강 | 16강   | ×    |   |
| 난양배       | -    | -    | -    | -      | -    | -     | -    | -      | -    | -    | -    | 16강   |      |   |
| 북해신역배   | -    | -    | -    | -      | -    | -     | -    | -      | -    | -    | -    | -      | ×    |   |
| TV바둑아시아 | ×    | ×    | ×    | ×      | ×    | ×     | ×    | 중지   | -    | -    | -    | -      | -    |   |
| 농심배       | ×    | ×    | 1:0  | 0:0    | 0:1  | 0:0   | 1:0  | 0:1    | 0:1  | 0:1  | 0:1  | 2:1    |      |   |